# Dennis Robertson

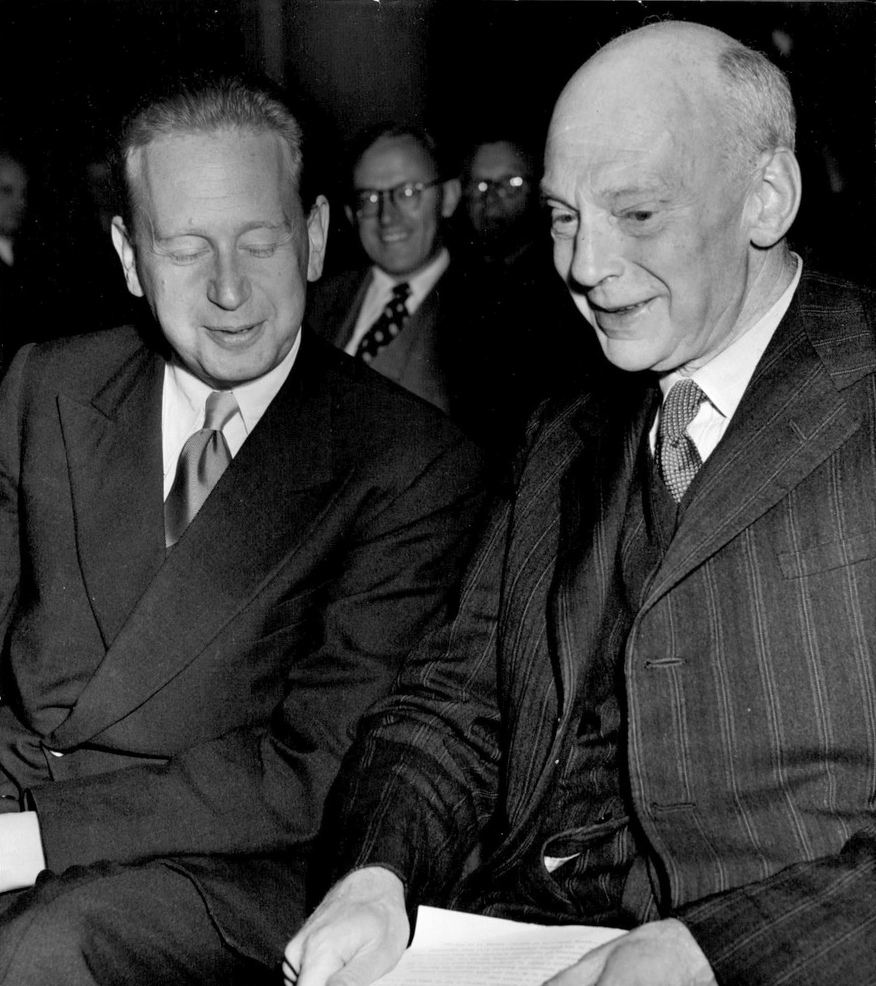
Dennis Robertson (r.)

Dennis Holme Robertson (Lowestoft, 23 mei 1890 - Cambridge, 21 april 1963) was een Britse econoom, die aan de  Universiteit van Cambridge en de Universiteit van Londen doceerde. 
Robertson was de zoon van een anglicaanse predikant. Hij werd opgeleid aan Eton en Trinity College, Cambridge, waar hij in 1912 in klassieke talen en economie afstudeerde. 
Robertson werkte in de jaren 1920 en 1930 nauw met John Maynard Keynes samen, toen deze veel van de ideeën ontwikkelde, die hij later in  zijn The General Theory of Employment, Interest and Money zou opnemen. Keynes schreef dat er goed met Robertson viel samen te werken vanwege diens "eerste klas verstand". Uiteindelijk echter leidden verschillen in temperament en opvatting over de economische theorie en praktijk (met name het in 1937 gevoerde debat over de relatie tussen besparingen en investeringen in de General Theory) tot een verwijdering tussen beiden.
Robertson stierf op 21 april 1963 in Cambridge aan een hartaanval. 

## Voornaamste publicaties
- A Study of Industrial Fluctuations, 1915.
- Economic Incentive, 1921, Economica.
- Money, 1922.
- The Control of Industry, 1923.
- Those Empty Boxes, 1924, EJ.
- Banking Policy and the Price Level, 1926.
- Increasing Returns and the Representative Firm, 1930, EJ.
- Economic Fragments, 1931.
- Saving and Hoarding, 1933, EJ.
- Some Notes on Mr Keynes's "General Theory of Employment", 1936, QJE.
- Alternative Theories of the Rate of Interest, 1937, EJ.
- Mr Keynes and Finance: A note, 1938, EJ.
- Mr. Keynes and the Rate of Interest, 1940, in Essays in Monetary Theory
- Essays in Monetary Theory, 1940.
- Wage Grumbles, 1949 in Readings in the Theory of Income Distribution.
- Utility and All That, 1952.
- Britain in the World Economy, 1954.
- Economic Commentaries, 1956.
- Lectures on Economic Principles, 1957-9.
- Growth, Wages, Money, 1961.